# Ron Miller
Ronald William Miller (17 de abril de 1933 – 9 de fevereiro de 2019) foi um ex-jogador de futebol americano e genro de Walt Disney, ele foi presidente e CEO da Walt Disney Productions.

## Casamento e inicio de carreira
Miller estudou na Universidade da Califórnia, onde ele era membro do time de futebol americano nas temporadas de 1951-1953. Enquanto Miller estava na Universidade, ele foi apresentado a filha de 20 anos de idade de Walt Disney, Diane, em um encontro planejado por conhecidos. Depois de namorá-la por um tempo, e com a aprovação de seus pais, eles se casaram em uma cerimônia pequena na igreja em Santa Barbara em 9 de maio de 1954. Seu primeiro filho, Christopher, nasceu sete meses depois, em 10 de dezembro de 1954.
Apenas cinco meses depois de seu casamento, Ron foi convocado para o Exército dos Estados Unidos. Durante os primeiros seis anos de casamento, Ron e Diane tiveram quatro filhos. Após o serviço militar, Ron jogou uma temporada na equipe de futebol profissional, Los Angeles Rams. 
"Meu sogro me viu jogar em dois jogos de futebol quando eu estava com o Los Angeles Rams. Em um deles, eu me machuquei e caí inconsciente, acordei por volta do terceiro trimestre. No final da temporada, Walt veio até mim e disse: 'Você sabe, eu não quero ser o pai de seus filhos. Você vai acabar morrendo desse jeito. Que tal vir trabalhar comigo? 'Eu fiz e foi uma decisão sábia da minha parte. Eu realmente estou muito orgulhoso de ter sido um atleta profissional. Eu acho que ensina você a ser competitivo, para aceitar desafios e ver as coisas. Eu percebo a imagem que algumas pessoas têm de atletas, mas eu acho que certamente mudou ao longo dos anos ", disse Miller, numa entrevista a repórter Dale Pollock em agosto de 1984.
No entanto, o fato de que Miller nunca terminou a escola e jogava futebol tornou-se o alimento para seus críticos rotulá-lo de um "jogador burro" que teve sorte em se casar com a filha do dono de um império do entretenimento.

## Trabalho na Walt Disney Company
Miller trabalhou inicialmente na Walt Disney por alguns meses em 1954 como uma ligação entre a WED Enterprises e Disneyland antes de ser convocado para o exército no final daquele ano. Quando ele chegou em casa após servir ao Exército, ele jogou futebol profissional, porém mais tarde, foi alertado por Walt a voltar a trabalhar com ele. 
Walt patrocinou seu genro e o colocou no Screen Director's Guild e Ron trabalhou como segundo assistente em Old Yeller (1957). Ele logo foi trabalhando e crescendo na Disney, chegando a trabalhar como produtor e também dirigiu alguns episódios de populares séries semanais de televisão da Disney.
Em 1958, Clint Walker abandonou a popular série de televisão da Warner Bros., Cheyenne, por uma série de razões. Bill Orr, que era genro de Jack Warner, chamou Ron Miller para uma audição como substituto de Walker, e ficou impressionado o suficiente para marcar um teste de atuação. Walt Disney entrou em cena e disse a Ron esquecer atuação, que a Disney estava preparando-o para o cargo de produtor. Walker resolveu suas diferenças com a Warner Bros e voltou para o show em 1959. Como resultado, Miller nunca tentou atuar novamente. 
Em vez disso, Miller passou seu tempo na divisão de filmes e seus créditos como co-produtor incluem filmes como Son of Flubber, Summer Magic, e That Darn Cat!. Seu primeiro filme com crédito completo como produtor foi Never a Dull Moment (1968). 
Era obviamente uma grande atmosfera quando Walt estava vivo. Se Walt gostava de algo, nós sabíamos muito bem que tinha que ser bom; que tinha de ser bem sucedido. Obviamente, as coisas não são as mesmas sem ele. Walt foi um grande líder, e à sua maneira, um gênio. Um gênio que tomou cinquenta gênios para preencher seu vazio, disse Miller.
Miller continuou a receber créditos de produção em filmes como Tron, Pete's Dragon, e Escape to Witch Mountain.

### Presidente da Walt Disney Productions
Ele se tornou presidente da Walt Disney Productions em 1978 e CEO em 1983. Sob sua liderança, a Disney tornou-se alvo de assaltantes corporativos e tentativas de aquisição, e muitos acionistas influentes criticaram a liderança de Miller. Em 1984, o também membro da família da Disney, Roy E. Disney, aliado na diretoria com Stanley Gold, e o acionista Sid Bass, destituiram Miller em favor de um trio de executivos não-membros da família Disney, Michael Eisner, Frank Wells e Jeffrey Katzenberg. 
Miller é talvez melhor conhecido por criar o selo Touchstone, o que permitiu a Disney produzir e liberar filmes para adultos, sem prejudicar a reputação familiar do nome Disney. (Seu primeiro filme foi Splash, estrelado por Tom Hanks e Daryl Hannah.) Ele também foi responsável pela criação do Disney Channel e financiou os filmes de Tim Burton (Vincent e Frankenweenie), adquirindo os direitos do filme e colocando em desenvolvimento o projeto Who Framed Roger Rabbit, iniciando as primeiras tentativas da Disney na animação por computador, com o filme Tron, e financiando o primeiro show na Broadway da Disney ("Total Abandon", com Richard Dreyfuss, 1983), os quais estabeleceram as fundações para o sucesso futuro da Disney Company.

## Silverado Winery
Em 1976, Lillian Disney, viúva de Walt Disney, com Diane e Ron, adquiriu duas vinhas no Vale do Napa. Sua intenção era a de atualizar a propriedade, replantar as varietais, reformar as instalações e proteção contra geadas, mas não para criar ou executar uma adega. Seus vinhedos estavam produzindo frutas de alta qualidade e vinhos premiados saíam ano após ano. Assim, a construção da Silverado Vineyards Winery começou em 1980. O arquiteto Dick Keith, projetou a estrutura no estilo antigo da Califórnia, que é muitas vezes confundido com uma restauração real.
Durante os últimos vinte anos, Miller passou a maior parte de seu tempo a construir a reputação de seu Silverado Winery, e só falou abertamente sobre o trabalho de Diane e o legado de Walt.

## Prêmios e nomeações
Emmy Awards
- 1966: Nomeação, "Outstanding Children's Program" – Walt Disney's Wonderful World of Color
- 1969: Nomeação, "Outstanding Achievement in Children's Programming - Programs" - Walt Disney's Wonderful World of Color
- 1970: Nomeação, "Outstanding Achievement in Children's Programming - Programs" – The Wonderful World of Disney
- 1971: Venceu, "Special Classification of Outstanding Program and Individual Achievement - Programs" – The Wonderful World of Disney
- 1972: Nomeação, "Special Classification of Outstanding Program and Individual Achievement - General Programming" – The Wonderful World of Disney
- 1977: Nomeação, "Special Classification of Outstanding Program Achievement" – The Wonderful World of Disney

## Morte
Ron Miller morreu aos 85 anos em Napa, Califórnia, em 9 de fevereiro de 2019.